# Castorocauda
Castorocauda, rod izumrlih sisavaca sličnih dabrovima poznatih iz fosila iz srednje jure (prije 175,6 milijuna do 161,2 milijuna godina) u Kini. Klasificirana u izumrli red Docodonta, Castorocauda je težila 500 do 800 grama, velika gotovo kao živi čudnovati kljunaš, što ju je činilo najvećim poznatim sisavcem iz jure.
Castorocauda je pronađena u formaciji Jiulongshan (koja se također naziva i formacija Haifanggou) u Kini, koja je sačuvala gotovo potpuni kostur i lubanju, zajedno s karboniziranim otiscima kože i dlake. Poput živih sisavaca, imao je pokrov s poddlakom i zaštitnim dlakama. Iako nije bio u izravnom srodstvu sa živim dabrovima, imao je širok i pljosnat rep s ljuskavim pokrivačem. Uz ovu plivačku specijalizaciju, Castorocauda je imala i prilagodbe za kopanje. Zubalo ukazuje na mesoždersku prehranu koja se hrani ribom.
Otkriće Castorocaude i drugih svojti iz jure pokazuje da su sisavci bili raznolika rasprostranjena skupina, čak i rano u svojoj povijesti. Jurski sisavci pronađeni su i na sjevernoj i na južnoj hemisferi. Uz veliku poluvodenu Castorocaudu, neki sisavci iz jure, poput Ambondra, bili su mali kukcojedi, dok su drugi, poput Fruitafossora, bili specijalizirani za kopanje. Drugi pak, poput Haldanodona, bili su generalisti poput oposuma.

## O otkriću
Očekuje se da će otkriće fosila nalik dabru koji je živio u vrijeme kada su dinosauri vladali planetom dovesti u pitanje neke od tada trenutačno prihvaćenih ideja o evoluciji sisavaca.
Castorocauda lutrasimilis, koja je otkrivena u Kini, bila je vrsta koja je prije bila nepoznata znanosti. Datiralo je prije 164 milijuna godina, u vrijeme kada se smatralo da su sisavci primitivna bića ograničena na kopno. Ali ova je životinja bila prilagođena životu u vodi, što znači da su se znanstvenici suočili s mogućnošću ponovnog promišljanja svojih teorija.
Fosil je pronađen u formaciji Jiulongshan iz srednje jure, naslagama bogatim ostacima dinosaura, ranih insekata i drugih organizama. Stvorenje je imalo krzno, široki ljuskavi rep i isprepletena stopala (specijalizirani ud s međuprstnim membranama koje pomažu u kretanju u vodi) za plivanje. Bio je dugačak oko 42 cm i imao je zube poput tuljana za jedenje ribe. Castorocauda lutrasimilis nalikovala je današnjem dabru, ali je pripadala skupini koja je izumrla mnogo prije nego što su se pojavili glodavci.
Takve napredne značajke iznenadile su mnoge znanstvenike u vrijeme njegovog otkrića, sugerirajući da su sisavci koji su živjeli u doba procvata dinosaura već osvojili različite okoliše. Za sisavce tog vremena nekada se uglavnom smatralo da su primitivna bića nalik rovkama, koja su se šuljala oko nogu dinosaura i procvjetala su tek kada su dinosauri izumrli prije nekih 65 milijuna godina.
Komentirajući otkriće, koje je objavljeno u časopisu Science, Thomas Martin iz Forschungsinstituta Senckenberg u Frankfurtu, Njemačka, rekao je da ono pokazuje da su sisavci osvojili vodu 100 milijuna godina ranije nego što se mislilo. Ovaj uzbudljivi fosil bio je daljnji dio slagalice, jedno od niza nedavnih otkrića koja su poslužila da pokažu da su raznolikost i rana evolucijska povijest sisavaca mnogo složeniji nego što se smatralo prije manje od deset godina.

## Vanjske poveznice
|  | Zajednički poslužitelj ima još gradiva o temi Castorocauda |
|  | Wikivrste imaju podatke o taksonu Castorocauda             |

- Fossilworks  Arhivirana inačica izvorne stranice od 28. rujna 2023. (Wayback Machine)